# West Memphis Three
West Memphis Three er tilnavnet på de tre teenagere, der blev anklaget og efterfølgende dømt for mordene på tre drenge i West Memphis, Arkansas i 1993. Damien Echols blev dømt til døden, Jessie Misskelley, Jr. blev idømt livsvarigt fængsel plus 2 x 20 år, og Jason Baldwin blev idømt livsvarigt fængsel.
Under retssagen hævdede anklagemyndighederne, at børnene blev dræbt som led i en satanisk ritual. Tre dokumentarfilm og én spillefilm har været baseret på sagen, og berømtheder og musikere har afholdt indsamlingsaktioner efterhånden som det fremgik, at der slet ikke forelå nogen beviser mod de dømte.
I juli 2007 blev nyt retsmedicinsk bevismateriale fremlagt i sagen, og en statusrapport udstedt i fællesskab af staten og forsvaret udtalte: "Selv om det meste af det genetiske materiale udvundet fra åstedet henføres til ofrene, kan intet af det stamme fra hverken ofrene eller de tiltalte." Den 29. oktober 2007 indgav forsvaret en anden ændret stævning af Habeas Corpus, der skitserer de nye beviser.
Efter en vellykket beslutning i 2010 af Arkansas højesteret vedrørende nyligt frembragte DNA-beviser, indgik West Memphis Three en aftale med anklagemyndighederne. 19. august 2011 blev de sat fri efter betingelserne i en såkaldt "Alford plea". Herved holder man fast ved at være uskyldig, men ud fra, at en jury sandsynligvis vil kende én skyldig, erklærer man sig skyldig. ("The plea means that you maintain your innocence, but you believe there is a substantial likelihood that a jury will find you guilty, so you are pleading guilty.")

## Tre drenge forsvandt
5. maj 1993 skinnede fuldmånen på Mississippi på dens vej gennem Memphis-forstaden West Memphis, hvor motorvejene Interstate 40 (øst-vest-gående fra North Carolina til California) og Interstate 55 (nord-syd-gående fra Chicago til New Orleans) krydser i en tåge af diesel og lastbiltrafik. Tre drenge på 8 år blev meldt savnet samme aften. Den første var Christopher Byers, der blev meldt savnet af sin stedfar, John Mark Byers. Senere på aftenen blev Stevie Branch meldt savnet af sin mor Pamela Hobbs; og til blev sidst Michael Moore, meldt savnet af sine forældre, der var naboer af Byers. Tidligt næste morgen indledte politiet en organiseret ledeaktion sammen med beboere. De startede ved det grønne område Tenmile Bayou. Skovholtet ved Blue Beacon Truck Wash var et populært legeområde.
Tilsynsføreren Steve Jones tog ved middagstid 6. maj en ny runde ved Blue Beacon, da han fik øje på en sort tennissko i barnestørrelse, uden snørebånd, drivende i vandet. Han tilkaldte politimanden Mike Allen, som forsigtigt gik ud i vandet, hvor en bleg form steg op. Det var Michael Moore, død, nøgen, slemt forslået, spændt i bue, med venstre håndled bundet til venstre ankel og højre håndled bundet til højre ankel med snørebånd. Det meste af hans tøj blev snart fundet, viklet om kæppe, der var stukket ned i den mudrede bund. De to drengecykler blev også fisket op. Da man fandt drengenes bukser, havde to af dem vrangen ud, men alle tre par havde lynlåsen trukket op og var knappet. Endnu en bleg form flød op; Stevie Branch, bundet på samme vis, med dybe sår og mærker efter bid i ansigtet. Nogle minutter derefter blev Christopher Byers fundet. Han var nøgen og bundet som de andre, men dertil kastreret. Scrotum var fjernet, penis flået, og der var dybe stiksår omkring. John Mark Byers fik besked om sin stedsøns død og sagde, at han havde ledt efter drengene om natten og været "lige ved, men jeg så dem ikke" - selv om Byers jo ikke kunne vide, hvor de døde var blevet fundet. Han var den eneste snaksomme af de seks forældre, og gjorde opmærksom på problemet med at måtte betale for en gravfærd. Der blev indsamlet $ 25.000 til drengenes begravelser. Folk kunne ringe tips om sagen til telefon 93-05-0666, og man spurgte, om tallet 666 betød en mistanke til satanisme? Politiet forklarede, at nummeret viste til maj måned 1993, samt afdelingens 666. sag. Men flere år senere afslørede en rapport skrevet to dage efter fundet af de døde, at det virkelige sagsnummer var 93-05-0555.

## De døde undersøges
Selv om de tre drenge var fundet omkring kl 13:30, blev ligsynsmanden først tilkaldt to timer senere. Kl. 16, da han udtalte den første dreng død, havde de døde ligget dækket af plastic i sommervarme i flere timer, og fluelarver var kommet til syne i øjne og næsebor. Rapporten fastslog, at drengene var slået i hovedet med hammer eller andet stumpt redskab; og udtrykte undring over, at der ikke var spor efter blod i området. Børnene så også ud til at være slået med et bælte, og John Mark Byers indrømmede at have slået sin stedsøn med et bælte lige før hans forsvinden. Der kunne være to gerningsmænd, da Lisa Sakevicius aflagde rapport om, at Michael og Christopher var bundet med ens knuder; hvorimod knuderne, der holdt Stevie, var "indbyrdes forskellige og heller ikke lignede de andre." 
Trioen var fundet et kort stykke fra sine hjem, og Christophers 13-årige bror Ryan havde sammen med tre venner ledt efter dem i skovholtet. De hørte noget komme gennem krattet, og "fem meget høje plask". Efter de to første plask råbte Ryan: "Hej, er her nogen?" Ingen svarede, og efter det tredje plask flygtede han og hans venner i mørket, hvorefter de hørte et skud bag sig. En kvinde fortalte politiet, at hun under et forældremøde i 1992 var blevet siddende foran ægteparret Byers, og havde hørt dem fortælle skolens rektor, at de "havde gjort hvad de kunne med Christopher og mente, de ville sende ham væk". De havde fortsat at diskutere, hvordan de skulle "blive af med Chris". Rektor kunne ikke huske samtalen; men som femårig var Christopher blevet undersøgt for adfærdsproblemer, og lægen havde noteret: "Hans mor er ved at gå fra forstanden." Lægen foreskrev medicin og havde drengen inde til en række undersøgelser, sidst i januar 1993, hvor han stadig ikke havde vist tegn til forbedring  på trods af 20 mg Ritalin to gange dagligt for ADHD. Drengen var plaget af paranoia og klagede over, at han "havde noget i sit hår". Han havde fortsat med at lege med sin afføring, og hans ældre bror Ryan fortalte, at han havde taget Christopher og Michael i at gøre fra sig bagved skolen og derefter "smide afføringen på hinanden". Ryan sagde i afhør, at han aldrig havde set sin bror lege med Stevie Branch før 1-2 dage før mordene. Broren havde ikke haft så megen kontakt med Michael efter at de to fik problemer for at have brudt sig ind i Weaver-skolen.

## Christopher Byers' familie
8. maj modtog politiet oplysning om, at John Mark Byers (f. 1957) gik på metadon og muligvis led af hjernesvulst. Under notatet skrev politiet OLD NEWS, og havde åbenbart tidligere kendskab til manden. I 1987 giftede han sig med Melissa deFir, en tidligere heroinafhængig kvinde med to sønner, syvårige Ryan og treårige Christopher. Byers' første kone fortsatte dog med at leve i konstant frygt for ham. Hun tog hans trusler om at dræbe hende op på bånd, og da hun til sidst blev overfaldet, så politiet måtte beslaglægge Byers' våben og bringe hans ekskone og børn i sikkerhed, fik han tre års betinget straf. Han solgte smykker på lokale markeder, mens Melissa gjorde rent for folk. Naboerne undrede sig over, at parret kunne købe et hus med 3 badeværelser og swimming pool, og over deres venskabelige forhold til det stedlige politi. Kort tid efter mordene oplyste en politimand i Memphis, at ægteparret begge havde været stikkere. Moren og stedfaren til den mest mishandlede af drengene færdedes altså i kriminelle miljøer, men intet tyder på, at politiet i West Memphis nogensinde fulgte det spor. Nøjagtigt et år før Christophers død blev mappen om Byers' overfald på sin ekskone formelt fjernet, skønt Byers langt fra havde overholdt betingelserne for sin prøvetid, såsom at betale underholdsbidrag for sine børn. Alligevel underskrev dommer David Burnett 5. maj 1992 en ordre, der fritog Byers for alle følger af overfaldet på og drabstruslerne mod ekskonen. Byers fik også ret til at påstå, at han aldrig havde været dømt i sagen. Men tre uger efter mordene blev det afsløret, at Byers havde modtaget flere dyre Rolex-ure, som han havde benægtet, var blevet leveret hos ham, og derfor ikke havde betalt. Alligevel havde han solgt dem videre til andre, og hævet de checks, de betalte ham med. Byers indrømmede for politiet, at han havde "gjort noget forkert, og håbede, det ikke ville have indvirkning på efterforskningen af drabene." 

## Vicki og Aaron Hutcheson
6. maj 1993 afhørte politimanden Donald Bray en 32-årig servitrice og alenemor til to, Victoria "Vicki" Malodean Hutcheson. En lastbilkafé havde anmeldt et overtræk på $ 200 på en kundes kreditkort og mistænkte den nyansatte Hutcheson, der medbragte sin søn Aaron til afhøret. Aaron gik i klasse med de tre savnede drenge; men da Bray ville udspørge Aaron om hans klassekammeraters forsvinden, kom oplysningen om, at de tre var fundet døde. Vicki fortalte, at Michael og Christopher dagen før havde spurgt, om Aaron måtte gå med dem til skoven, men hun havde sagt nej. Aaron fortalte Bray, at han ofte var gået i skoven med dem. Hvad kaféens anmeldelse angik, fortalte Bray dem, at de nok havde gjort en fejl, og at beløbet var der. Det fæstede de ingen lid til, og fyrede Hutcheson.
En anonym opringning tipsede politiet om en pastor i en lokal baptistkirke, der bekymrede sig for nogle teenagere, der blev sagt at dyrke djævelen. Da politiet kontaktede pastoren, sagde han, at en dreng ved navn Damien var mistænkt for at være medlem af en kult, der holdt møder ved Mississippi, og at han selv havde set Damien iført støvler med tallet 666 på. 13. maj kom Vicki og Aaron Hutcheson igen til Brays kontor. Hun fortalte, at en 17-årig i hendes gade iblandt så efter børnene for hende. Han hed Jessie Misskelley junior, og "fortalte om en ven af sig, der hed Damien, og at han drak blod og sådan noget". Jessie indrømmede, at han ikke kendte Damien særlig godt, men derimod Damiens ven Jason: "Han er flink. Ham og mig, vi har altid været venner." Hutcheson tilbød sig at lege "detektiv", og bad Jessie om at præsentere hende for Damien. En dag kom Jessie så forbi med Damien og Jason. De talte med Hutcheson et kvarters tid, før Damiens mor kom og hentede drengene i sin bil. (Damien var glad for at gå til fods, og fik aldrig kørekort.) Udover den korte samtale blev det ikke til mere. Alligevel fortalte Hutcheson politiet, at hun og Damien havde haft en ugelang affære, og at han havde sagt, han var mistænkt for de tre mord, "fordi jeg er ond". Hun påstod også, at han havde inviteret hende til at deltage i en "esbat" (et møde af hekse indenfor Wicca-bevægelsen). 19. maj skulle Damien have hentet hende i en rød bil og kørt hende og Jessie til en mark nord for Marion, hvor ti unge med sværtede ansigter tog tøjet af og "rørte ved hinanden", hvad der forargede Hutcheson, så hun fik Damien til at køre sig hjem igen. Jessie blev tilbage i orgien. Politiet stillede ikke spørgsmål ved, hvordan hun kunne se noget i den måneløse nat, eller påpegede, at Damien hverken kunne køre eller havde tilgang til nogen bil. 27. maj blev Vicki og Aaron Hutcheson igen afhørt. Aaron påstod nu, at han og de dræbte drenge iblandt lurede på fem mænd, der samledes i skovholtet, sang sange om djævlen og gjorde "det, mænd og damer gør". 2. juni blev hans mor afhørt med løgndetektor. Politiet hævdede, at løgndetektoren bekræftede Hutchesons troværdighed. Fire uger efter mordene var dette det eneste, politiet havde at vise for sig; og løgndetektor er for upålideligt til at tælle som bevis i en ret. Alligevel medførte dette, at al videre efterforskning af mordene var rettet mod Damien.
Ingen undrede sig over, at Hutcheson havde forklaret, at det var "helt mørkt", da de ankom esbat’en – på trods af, at hun også havde forklaret, at de ankom kl 18, hvor det er lyst længe endnu. Også den otteårige Aaron blev jævnligt afhørt. Hans forklaring ændrede sig hver gang og blev hver gang mere fantastisk. 4. juni sagde han, at han var cyklet til skovholtet, hvor han fik øje på fem mænd: De tre anklagede og to til, som han ikke genkendte. Damien var anfører. Jessie var i færd med at drukne Stevie. Michael og Christopher fandt to skydevåben og aftalte at hoppe frem og skyde de fem. Men da de fyrede løs, opdagede de, at våbnene ikke var ladt. Michael fik halsen skåret over, så blodet sprøjtede. Damien klædte ham af og voldtog ham. Jessie skar kønsdelene af alle de tre drenge (hvad der i hvert fald var urigtigt). Aaron løb sin vej. 8. juni forklarede Aaron, at Jessie havde ringet ham op aftenen forud og bedt ham tage sine venner med til skovholtet. Denne gang hed det, at Jessie havde fanget Aaron og holdt ham bundet i fyrre sekunder, før Aaron havde kæmpet sig fri. Efter at Aaron var løbet, blev de tre andre voldtaget  - hvad han i hvert fald ikke kunne have set. I et senere afhør, optaget på bånd, var det blevet til, at han så sine venner blive slået med kæppe med et dragemotiv på, og at Damien og Jessie havde hældt blod i et glas, de fik Aaron til at drikke af.
I 2004 udtalte Aaron Hutcheson, at politiet havde forledt ham til at lyve om de mistænkte, mens hans mor påstod, at politiet havde instrueret hende i, hvad hun skulle sige. Hvis hun ikke adlød, ville de fjerne Aaron fra hjemmet og gøre hende til medskyldig i drabene.

## Damien Echols
Damiens døbenavn var Michael Wayne Hutchison (f. 11. december 1974). Hans mor Pam var kun 17 år, da han blev født. Familien flyttede ofte, og var så fattig, at han til dels voksede op i udhuse med jordgulv og uden indlagt vand. Damien blev drillet i skolen, og da han begyndte i gymnasiet, begyndte han at bære rundt på et hundekranium, han havde fundet. At blive set skævt til som mærkelig, var noget, han selv kunne vælge, og derfor bedre end at blive gjort nar af for ting, han ikke kunne gøre noget ved.
Da han blev adopteret af sin mors ægtemand nr. 2, Andy Echols, skiftede han også fornavn. Damien var protestant, men gik til samtaler i St Michaels kirke og lod sig døbe ind i den katolske tro under navnet Damien til ære for en katolsk præst ved det navn, som havde plejet de spedalske på Hawaii. Men tilsynsfører Jerry Driver – hvis kone tilhørte den samme St Michaels menighed i West Memphis – foretrak at tro, at Damien tog navnet efter dæmonbarnet i filmen The Omen fra 1976.
5. maj 1992 fik familien Echols hjemmebesøg af en socialkurator, der skrev, at Damien og hans søster Michelle havde hårdt brug for hjælp. Familiens problemer blev beskrevet som "alvorlige". Damiens og Michelles mor Pam var 34 år, og 20 år yngre end sin mand. Familien (to teenagere, en mor, en adoptivfar og en bedstemor) delte en bolig med to soveværelser.
I juli 1992 flyttede Pam Echols til Aloha i Oregon med sine to børn. Her begyndte et nyt liv hos hendes første ægtemand og børnenes biologiske far, Joe Hutchinson, der drev en BP benzinstation, hvor Damien arbejdede for $ 5 i timen. Familien var knapt kommet til ro i Hutchinsons lille lejlighed, før en socialkurator kom på besøg. Tilsynsfører Jerry Driver i Arkansas havde oversendt dem en række oplysninger: At Damien og hans bekendte var medlemmer i en satanistisk kult, at Damien og hans kæreste begge havde været indlagt i sindssygehus; at Damien havde truet med at dræbe sin kærestes forældre; at Damien og kæresten planlagde at få et barn, de ville ofre til djævelen; og at myndighederne i Arkansas havde mistanke om, at Damiens forældre var satanister. Ved hjemmebesøget fremkom, at Damiens forældre ikke havde problemer med sønnen, der i øvrigt vurderede at ændre sit navn til Michael Damien Wayne Hutchison, nu hvor han ikke mere boede hos sin adoptivfar. Om sine religiøse tanker røbede han, at han anså sig for at være en heks, troede på en række guder og gudinder, og at hans religion adskilte sig fra satanisme. Socialkuratoren så ingen grund til at undersøge familien nærmere. I øvrigt fyldte Damien 18 år om kun fire måneder. Driver var meget misfornøjet, og skrev endnu et brev til myndighederne i Oregon, hvor han anførte, at Damien havde prøvet at få kontakt med sin tidligere kæreste, "hvilket var et brud på betingelserne for hans prøvetid." Sådan en betingelse forelå ikke, og myndighederne i Oregon undlod at svare. Men to måneder efter ankomsten til Oregon ringede Damiens forældre til politiet. De var bange for, at han ville skade sig selv eller dem. Han blev indlagt ved en psykiatrisk afdeling, hvor lægen fandt ham rolig og orienteret for tid og sted. Damien havde truet sin far, og blev sat under tilsyn af frygt for selvmordsforsøg. Han savnede sin kæreste Deanna og sin bedste ven Jason. Damien blev fundet at være svag i matematik, men havde glimrende sproglige evner, selv om han knapt havde været i skole de sidste tre år. Da hans mor ikke ville have ham hjem, rejste han i stedet for, tre måneder før sin attenårsdag, tilbage til Arkansas med bus for at bo hos sin adoptivfar.
Men tilsynsfører Driver erklærede, at Damien havde brudt betingelserne for sin prøvetid ved at true sine forældre, nægte at adlyde dem og vende tilbage til Arkansas - selv om Damien rejste i fuld forståelse med Oregons myndigheder, der også havde varslet Driver efter regelværket. Da han ankom Arkansas, ble Damien alligevel erklæret for en lovbryder og indsat i egnens varetægtsfængsel for unge. Han var rasende. Nogle timer efter indsættelsen greb han fat i armen på en anden teenager, der blødte lidt, og suttede blodet i sig. Drengene sagde, at han havde fortalt dem, at han ikke havde taget sin medicin aftenen før. Han truede også med at dræbe sin far og æde ham. Damien var derfor indlagt ved sindssygehuset i Little Rock frem til september 1992. Her opførte han sig normalt og fortsatte at tage Imipramine for depression efter udskrivelsen. Ti dage efter sin attenårsdag modtog han diplom for at have taget studentereksamen. Damien begyndte at arbejde deltid som tagtækker og gik ud med den 16-årige nabopige Domini Alia Teer. Han overholdt sin ugentlige aftale med terapeuten, der nedskrev, at Damien brød sig meget lidt om mennesker, og følte sig generet af lokale myndigheder, fordi de troede, han var anfører for djævledyrkere. Og Jerry Driver talte stadigvæk om Damiens "begær efter magt" og "hans kolde udseende" som én, "der kunne gøre ting uden at fortryde det".
Jerry Driver fortalte også politiet, at pastoren i St Michael’s havde fortalt ham om et indbrud i sakristiet, og mistænkt Damien for at stå bag. Men da fader Greg Hart blev kontaktet i februar 1994, kendte han ikke til nogen samtale med Driver. Der havde aldrig været noget indbrud i sakristiet. Driver blev suspenderet i februar 1997, da arbejdspladsen efterlyste $ 30.000, som han senere blev dømt til at tilbagebetale. Han trak sig fra sin stilling i marts 1997.
I februar 2001 blev der indleveret en coram nobis, en fejl, der berører selve kernen i en sag. Under retssagen og domfældelsen mod Damien havde han været psykisk syg, hvilket indebar, at retssagen var et brud på den amerikanske grundlov. Tre gange før han blev arresteret, havde han været indlagt i psykiatriske sygehus. Allerede før sin arrestation var han erklæret 100 % psykisk invalid. Amerikansk ret lægger normalt stor vægt på offentlige erklæringer om invaliditet, da de er meget svært opnåelige. Hverken Damien eller hans pårørende havde fortalt hans forsvarere, at han var invalidepensionist. Hans forsvarer Val Price skrev, at havde han kendt til Damiens invaliditet, havde han "fuldkommen ændret den måde, hvorpå vi tilrettelagde efterforskning, forberedelserne og fremlæggelse av bevis – hvert eneste aspekt af, hvordan jeg repræsenterede hr Echols, ville være blevet berørt."  Tre måneder før mordene var invalidepensionen begyndt at komme, en check på $ 289 i måneden. Pensionen blev standset efter hans arrestation.

## Jessie Misskelley, jr
Jessies mor rejste sin vej lige efter, at han var født. Han voksede op hos sin far og ni halvsøskende, de fleste ældre end ham selv. Barndommen huskede han som en tid, hvor han "sloges hele tiden", fordi hans halvbrødre og stedsøstre var efter ham. Efter at være udvist af skolen for at have sprøjtet ketchup rundt i spisesalen, blev han sendt til en psykologisk undersøgelse. Forældrene var forventet at ledsage ham, men hans far sad i fængsel, så kun hans stedmor kom. Dommeren beordrede Jessie tilbage i skole, men som 17-årig var han droppet ud med en plan om at blive bilmekaniker som sin far, der da var løsladt på prøve og arbejdede på et bilværksted.
Om morgenen 3. juni 1993 blev Jessie med sin fars tilladelse hentet til afhør. De anede ikke, at Vicki Hutcheson (som han lige havde overnattet hos, fordi hun var bange for at være alene med børnene om natten) havde diskuteret ham med politiet i forbindelse med trippelmordene. Jessie var på politistationen i henved seks timer; men kun den sidste halve time af afhøringerne blev optaget på bånd. Han blev testet mod en løgndetektor, og blev anklaget for at lyve og råbt til. Han vedgik så at have set drabene, og at børnene var blevet "bundet med reb" (mens de i virkeligheden blev bundet med snørebånd). Han navngav Jason Baldwin og Damien Echols som sine medskyldige, og beskyldte dem for at have voldtaget Christopher og Stevie og tvunget dem til at udføre mundsex. Jessie sagde først, at drabene var sket om formiddagen, og at børnene havde pjækket. Men de var bevisligt i skole, og politiet fik gradvis Jessie til at ændre tidspunktet til, at børnene i stedet blev dræbt mellem kl 19 og 20. Senere sagde han: "Jeg troede den gang, at en forklaring ikke betød noget. Hvis det var det eneste bevis mod mig, troede jeg ikke, det gjaldt. Fordi, det havde jeg set på fjernsyn, hvis man dømmer nogen, må man have en slags fysisk bevis. Folk kan jo sige lige hvad som helst." 
Da politimændene omsider sagde sig tilfreds med Jessies usammenhængende og selvmodsigende forklaring, efterlod de ham i en celle uden at forklare, at han lige havde gjort sig selv til en medvirkende til trippeldrab ved at fortælle, at han havde fanget og holdt Michael Moore. Mange år senere sagde han, at da politiet nægtede at godtage hans svar, vidste han ikke, hvad han skulle gøre, men mente så, at det hele ville ordne sig, hvis han snakkede dem efter munden: "Jeg troede, de vidste, at jeg løj, for politiet kendte mig jo. De havde kendt mig længe. De vidste, jeg ikke var sådan en, der går rundt og slår småbørn ihjel. Jeg troede, de vidste, at jeg løj, for de løj jo selv." 
Forsvareren Daniel Stidham sagde til Jessie: "Nu må du være ærlig mod mig. Var du der eller ej?" Han sagde nej. "Men hvorfor sagde du det så?" Jessie svarede: "Fordi jeg ikke ville ende i den elektriske stol." Da forstod Stidham, at Jessie ikke anede, hvad en sagfører var. Han opfattede sine forsvarere som politifolk, og opfattede ikke, at de var på hans side. "Drengen var handicappet," sagde Stidham. På den tid var Bill Clinton lige valgt til præsident, og alle kendte hans navn. Men Jessie anede ikke, hvem Clinton var. En dag spurgte Jessie Stidham, hvem "Satin" var, og gav ham en brochure, en prædikant var kommet med om satanisme. Jessie kunne knapt læse den, og fik ingen mening i det. Han kendte ikke ordet "Satan" og opfattede det som "satin". Stidham sagde senere, at det "var et af de mest ironiske øjeblik i løbet af hele den prøvelse. Der sad jeg i en celle med en påstået satanistisk drabsmand, og han spurgte mig, hvem "Satin" er." 
Tilsynsføreren Jerry Driver havde bemærket, at Jessie var "noget langsom mentalt", men det kerede politiet sig ikke om. Jessies forsvarer fik ham undersøgt af psykologen William Wilkins, som fortalte retten, at drengens IQ lå rundt 70, og at han var på niveau med børn i 3. klassetrin. Han bestod ikke staten Arkansas’ minimumstandardprøve.
Stidham fik dr Richard Ofshe, en Pulitzer Prize-vindende ekspert på falske forklaringer, til at se på sagen. Dr Ofshe var ikke i tvivl om, at Jessies forklaring måtte anses som falsk. Dr Warren Holmes, der havde studeret løgndetektor og afhørsteknik i mere end 30 år, gik også ind i sagen, selv om han ikke fik anden betaling end sine udgifter dækket. I sin analyse af den test med løgndetektor, Jessie blev udsat for, fandt dr Holmes, at Jessies var sandfærdig nok i sine svar, og måtte have følt sig helt hjælpeløs, når han i stedet blev beskyldt for løgn.

## Andre mistænkte

### Terry Hobbs, Stevie Branchs stedfar
Jamie Clark Ballard, som var 13 år i 1993, udpegede i 2009 Terry Hobbs (f. 1958) som den sidste person, der så drabsofrene i live. Ballard blev først i 2007 klar over, at Hobbs havde forklaret, at han ikke så drengene den eftermiddag. Ballards vidnemål bekræftes af hendes mor og søster. Observationen underbygges af DNA fra to hår fundet på åstedet; det ene fra Michael Moores håndled, foreneligt med DNA fra Terry Hobbs; mens det andet, fundet nærved ligene, matcher DNA fra David Jacoby, en ven af Hobbs, som Hobbs besøgte omkring en time før drengene blev væk. Til gengæld blev der aldrig fundet DNA fra nogen af de tre dømte på de døde.
Hobbs blev aldrig afhørt af politiet under den oprindelige efterforskning; men efter at hans DNA blev fundet på åstedet i 2007, blev han afhørt, og benægtede gentagne gange at han slet ikke havde set drengene den dag. Han stod fast ved, at han kom hjem fra arbejde mellem kl 15-15:30, og at Stevie ikke var der. Det er aldrig blevet klarlagt, hvor Hobbs befandt sig i de tidlige aftentimer, da drengene blev væk. Familiemedlemmer mindes, at han opførte sig mistænkeligt på forsvindingsdagen og dagene efter. Hans kone og andre familiemedlemmer har udtrykt, at de mistænker Hobbs.
I 1994 var han flyttet til Memphis sammen med Stevies mor, Pamela. 6. november blev politi tilkaldt grundet skydning. Pamela Hobbs fortalte poltiet, at Terry havde slået hende med knytnæven tidligere på dagen, og betjentene så mærkerne i hendes ansigt. Hun var taget til sygehuset, da hendes slægtninge ankom Memphis, hvor de konfronterede Terry om volden. Han hentede en .357 Magnum pistol. Pamelas bror Jackie Hicks slog Hobbs i gulvet, og Hobbs trak derpå pistolen og skød Hicks i underlivet. Han døde ti år senere af følgeskader. Hobbs er to gange anmeldt for at have misbrugt datteren Amanda. I hans første ægteskab (med Angela Timms) anklagede hun ham for at have misbrugt deres søn, Bryan Hobbs. Terry Hobbs er skilt fra Pamela, og hans navn fjernet fra stedsønnens gravsten.

## Film om sagen
- Paradise Lost: The Child Murders at Robin Hood Hills (1996) - dokumentar.
- Paradise Lost 2: Revelations (2000) - dokumentar.
- Paradise Lost 3: Purgatory (2011) - dokumentar.
- West of Memphis (2012) - spillefilm.[41]
- Devil's Knot (2013) - spillefilm